# Galeus springeri
Galeus springeri és una espècie de peix de la família dels esciliorrínids i de l'ordre dels carcariniformes.

## Morfologia
- Els mascles poden assolir 31,8 cm de longitud total.[5]

## Hàbitat
És un peix marí que viu entre 450-700 m de fondària.

## Distribució geogràfica
Es troba a les Petites Antilles, Puerto Rico, la costa nord de l'Hispaniola i Cuba.